# 加拿大童軍
加拿大童軍（英語：Scouts Canada）是一個加拿大的童軍運動組織，與以法語區為主的加拿大童軍總會同時為世界童軍運動組織的成員。加拿大童軍所轄童軍為5歲到26歲的男女青少年。

## 歷史
1908年春天，也就是《童軍警探》在英國出書後幾個月，童軍運動就來到了加拿大。1910年，羅伯特·貝登堡寫信給了當時的加拿大總督阿爾伯特·葛雷，第4代葛雷伯爵，請求他能組織加拿大的童軍運動。加拿大的童軍運動是屬於英國童軍總會海外分部的一部份，直到1914年6月12日，英國童軍總會加拿大常務委員會經由加拿大國會通過成立。加拿大常務委員會繼續成為英國童軍總會的下屬組織，直到1946年10月30日，才獨立成為世界童軍委員會的成員，現在是世界童軍運動組織的一員。隨後經由國會的修正，改名為加拿大童軍（Boy Scouts of Canada）。1976年，加拿大童軍的徽章正式使用，並且依照內規，啟用了這個名稱。2007年，加拿大童軍（The Boy Scouts of Canada）正式改名為現名（Scouts Canada）。
1972年，加拿大童軍開始接受女性成員加入羅浮童軍。1984年則向下延伸到冒險童軍。1992年，所有的年齡階段開始接受女性成員，並在1998年成為加拿大童軍的政策。